# Airbus
Airbus SE (/ˈɛərbʌs/; tiếng Pháp: [ɛʁbys] ⓘ; tiếng Đức: [ˈɛːɐ̯bʊs] ⓘ; tiếng Tây Ban Nha: [ˈeiɾbus]) là một trong những hãng sản xuất máy bay lớn nhất thế giới.
Hãng có trụ sở ở Toulouse, Pháp. Năm 2005, Airbus đã ký kết được nhiều hợp đồng sản xuất, số lượng máy bay được cung cấp cao hơn cả Boeing.

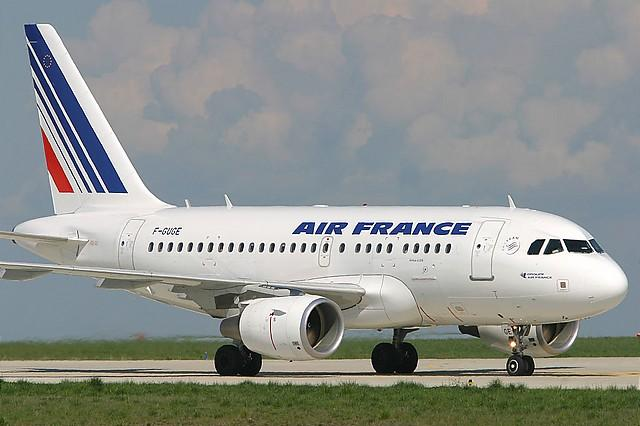
Airbus A318 F-GUGE của Air France

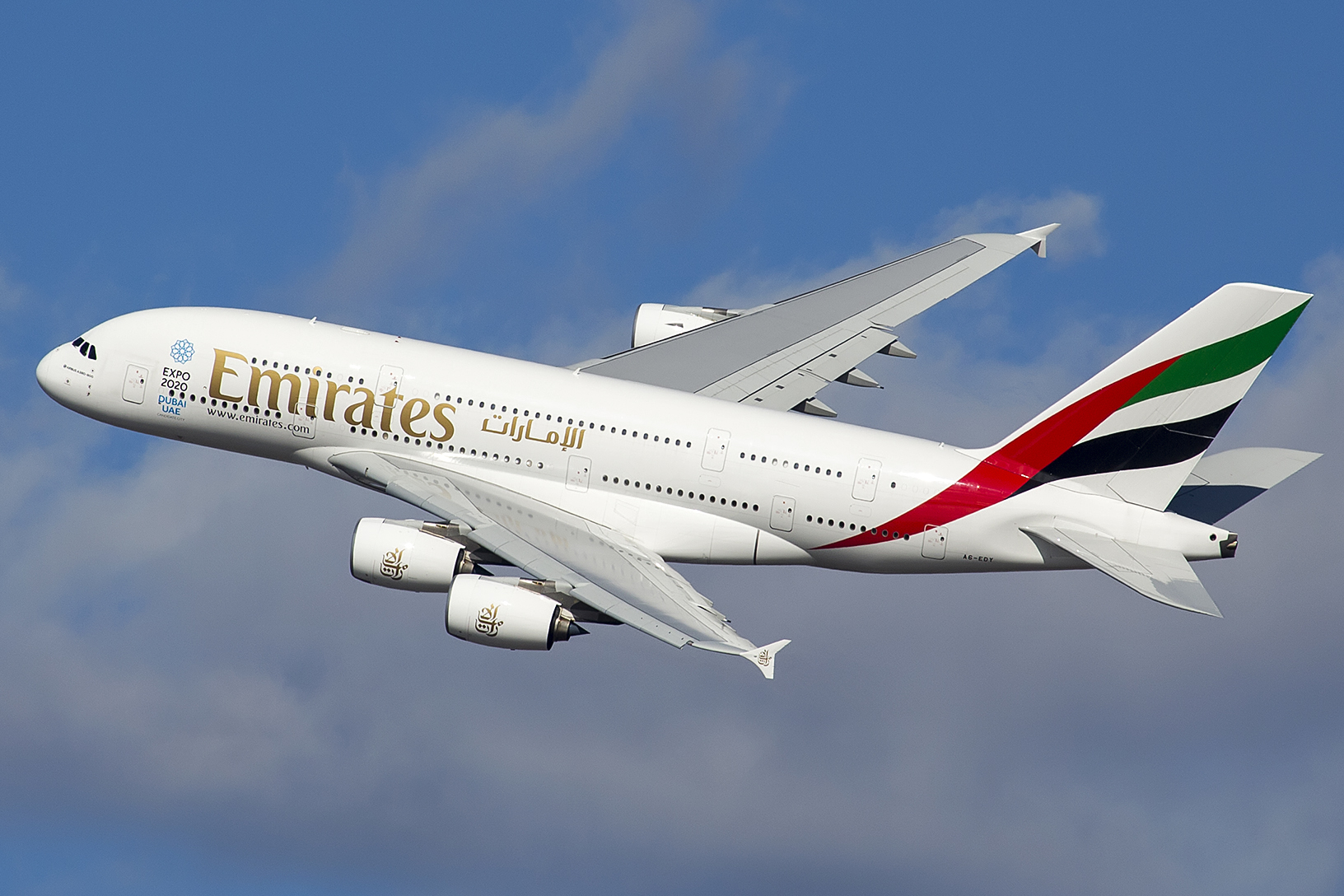
Airbus A380 thuộc sở hữu bởi Emirates

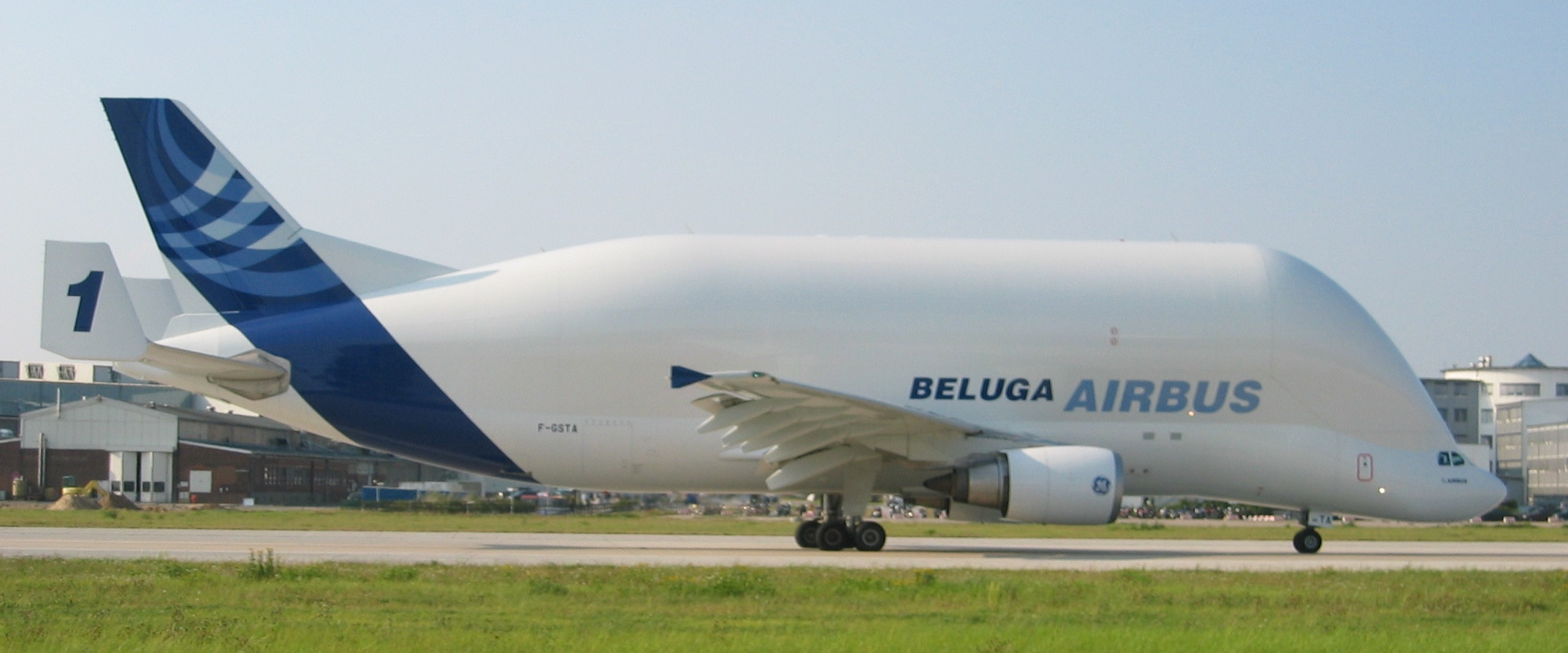
Airbus A300-600ST "Beluga" tại Hamburg, tháng 9 năm 2005

## Lịch sử
Airbus S.A.S (Société par actions simplifiée) (của Pháp, Đức, Tây Ban Nha, Anh) là một công ty chuyên sản xuất máy bay và là công ty con của tập đoàn Airbus (trước đây gọi là EADS (The European Aeronautic Defence and Space Company)) - một công ty hàng không vũ trụ châu Âu. Có trụ sở tại Blagnac, ngoại ô thành phố Toulouse của Pháp. Công ty sản xuất khoảng một nửa số máy bay phản lực của thế giới và có các hoạt động quan trọng trên khắp châu Âu.
Airbus bắt đầu từ một tập đoàn của các nhà sản xuất hàng không vũ trụ, Airbus Industrie. Các công ty quốc phòng và hàng không vũ trụ của Liên minh châu Âu năm 1999 và 2000 đã cho phép thành lập một công ty cổ phần đơn giản hóa vào năm 2001, thuộc sở hữu của EADS (80%) và BAE Systems (20%). Sau quá trình mở rộng mặt hàng BAE (British Aerospace) đã bán cổ phần của mình cho EADS vào ngày 13 tháng 10 năm 2006.
Airbus sử dụng khoảng 63.000 nhân công tại 16 địa điểm ở 4 quốc gia Liên minh châu Âu: Pháp, Đức và Tây Ban Nha, Anh. Khâu lắp ráp cuối cùng được đặt tại Toulouse, Pháp; Hamburg, Đức, Seville, Tây Ban Nha, và từ năm 2009 đặt thêm nhà máy tại Thiên Tân, Trung Quốc. Hãng cũng đang trong quá trình hoàn thiện nhà máy mới tại thành phố Mobile thuộc tiểu bang Alabama, Mỹ. Airbus còn có các công ty con ở Mỹ, Nhật Bản, Trung Quốc và Ấn Độ.
Công ty giới thiệu và đưa ra thị trường thương mại máy bay chở khách fly-by-wire (Điều khiển điện tử) đầu tiên - Airbus A320, và máy bay chở khách lớn nhất thế giới, Airbus A380. và Airbus cũng nổi tiếng với tình dự phòng và an toàn cho mỗi chiếc máy bay của họ. Một trong những hệ thống bảo vệ của máy bay là Alpha Floor